# Siro Correggio
Siro Correggio   (Correggio, 13 d'agost de 1590 - Màntua, 23 d'octubre de 1645) fou un noble italià. Era fill de Camillo Correggio i de Francesca Mellini. Va succeir al seu pare el 1605.
Va ser comte sobirà de Correggio i comte i príncep de l'Imperi i va ser també senyor de Campagnola, Rossena i Fabbrico, i senyor de Scurano i Bazzano (diploma imperials de 30 de març de 1615 amb privilegi de primogenitura i creat príncep de l'imperi el 13 de febrer de 1616). El principat comprenia Correggio, Campagnola, Fabbrico i les viles de Mandriolo di Sopra, Mandria, Rio, San Martino, Mandriolo di Sotto, Fosdondo, Fasano i Camoli, confirmat per diploma imperial de 4 d'agost de 1620. Va ser també senyor de Campagnola, Brescello i Fabbrico i senyor de Scurano i Bazzano.
Va ser Patrici de Parma i Venècia.
Va ser acusat d'adulterar moneda imperial a la fàbrica de Brescello i a la de Correggio i el principat li va ser confiscat el 1631 contra la mateixa constitució imperial. Va ser encarcerat per un temps i alliberat i es va retirar en extrema pobresa a Mantua. Els seus dominis van passar als Este. Va morir a Mantua el 25 d'octubre de 1645. Del seu enllaç amb Anna Pennoni va tenir 4 fills: Camillo (patrici +1630), Maurizio (patrici, mort el 1672), Caterina i Maddalena, i una filla natural de nom Lucrezia.
Maurizio va obtenir el 1649 la promesa de l'emperador de recuperar els béns alodials però no es va fer efectiva. Va tenir 4 fills: Pier Antonio (patrici + el 1679), Annibale (sacerdot), Olimpia (+1704) il Giberto (1707), que va pledejar contra el duc de Modena per la restitució de Correggio però les sentències del 1695 i 1695 li van ser desfavorables; va deixar sis fills: Margherita (+1708), Giacinta, Teresa, Anna, Camillo (patrici mori el 1711) i Giberto (patrici).